# Groot Gaesbeker Gilde
Het Groot Gaesbeeker Gilde of Sint Aechten Schuttersgilde van de Nederlandse plaats Soest is een vereniging met als doel de broederschap en gemeenschapszin in Soest te bevorderen. De vereniging bestaat als sinds de 14e eeuw en telde in 2012 bijna 1000 leden. Het Gildehuis bevindt zich achter Museum Soest.

## Geschiedenis
Het gilde is een van de oudste Soester verenigingen. De vereniging is genoemd naar de heer van Abcoude, Jacob van Gaasbeek. De leden van het gilde verdedigden in de Middeleeuwen gezamenlijk hun eigendommen. Mogelijk hebben de grensoorlogen tussen enerzijds de bisschoppen van Utrecht en anderzijds de graven van Holland gezorgd voor de oprichting en instandhouding van het schuttersgilde. De gildebroeders moesten geboren zijn in Soest.
Het Soester gilde verpacht al sinds de oprichting de in haar bezit zijnde landerijen aan haar leden. De toegangshekken naar de weilanden dragen de letters GGG. De opbrengst van de verpachting worden gebruikt om feesten te organiseren. Na 1927 werden de activiteiten minder om na 1958 weer toe te nemen.
Twee oude gildeboeken vermelden de inkomsten en uitgaven tussen 1682 tot 1919. De oudste gildeboeken, die dateren vanaf 1682 tot en met 1782, worden bewaard bij Archief Eemland. De boeken zijn gedigitaliseerd. Een tweede gildeboek beslaat de periode 1789-1907.

## Activiteiten

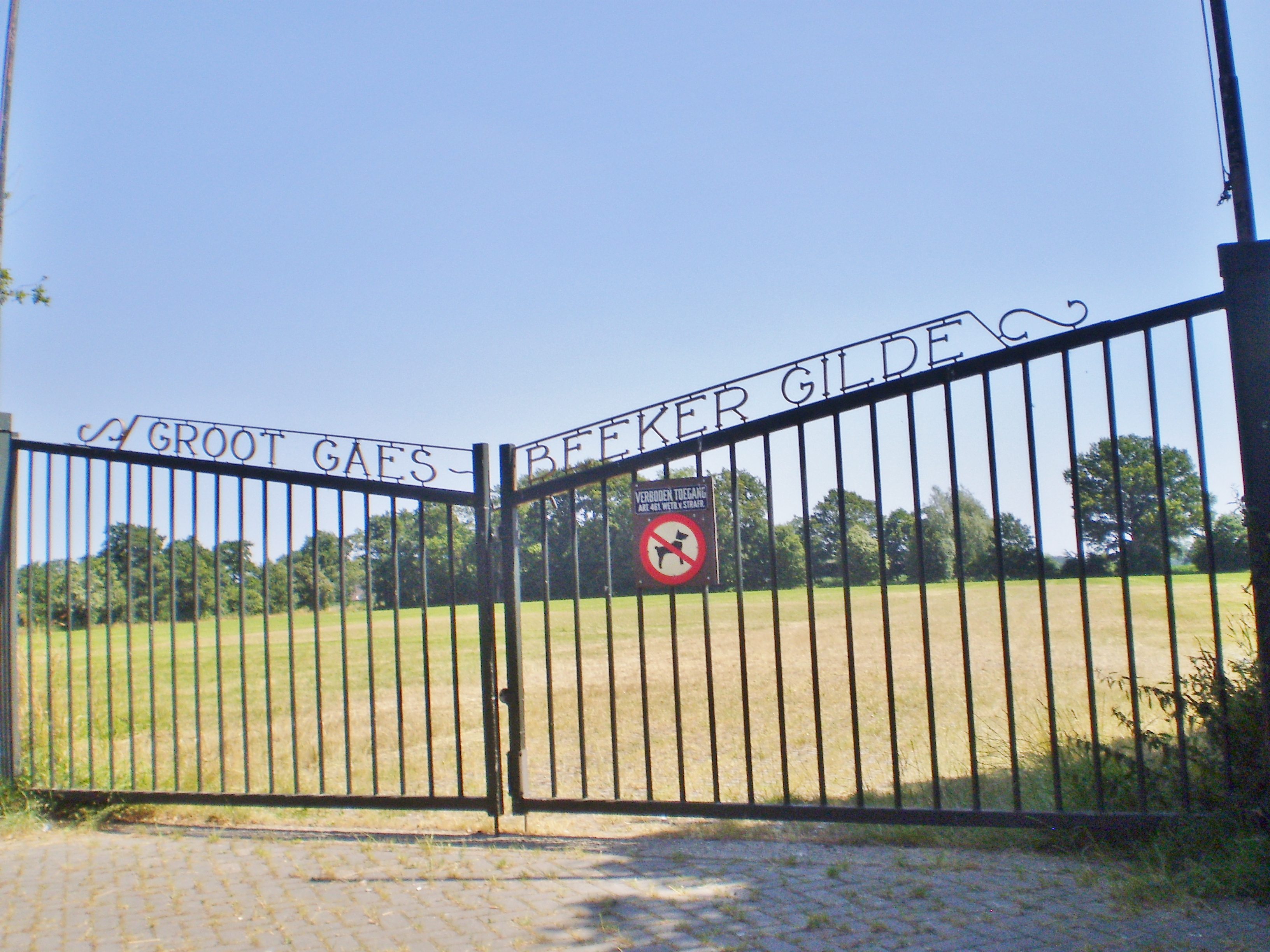
Feestterrein GGG

In 1960 is het jaarlijkse koningschieten onder de gildebroeders weer ingevoerd. Eveneens jaarlijks worden in de laatste week van augustus de gildefeesten gevierd. Het feestterrein De Blaak ligt aan de Ferdinand Huycklaan. Ook de Herdenkingsboom Groot Gaesbeker Gilde speelt hierbij een rol. Tot de feestelijke activiteiten van het gilde horen vendelzwaaien, hoornblazen en tamboeren. Wie bij het Koningsschieten het laatste stuk van de houten vogel afschiet, mag zich voor een jaar in de koningsmantel hullen. Het gilde begeleidde in 2009 de eerste processie van rooms-katholieken die sinds eeuwen door Soest trok.
Onder toezicht van de Noordbrabantse Federatie van Schuttersgilden werd in 1987 het Landjuweel Soest gehouden. Het bestond onder meer uit een Brabantse Gildedag, een historische optocht en het Folkloristisch Dansfestival.
In 2017 werd, eveneens onder toezicht van Noordbrabantse Federatie van Schuttersgilden, opnieuw een Landjuweel in Soest gehouden. Het programma bestond onder meer uit een Brabantse Gildedag op zondag 3 september 2017 met deelname van meer dan 100 gilden en schutterijen. Bij de invulling van het programma werd samengewerkt met verschillende culturele verenigingen uit Soest.